# Джерико (Нью-Йорк)
Джерико (англ. Jericho) — переписна місцевість (CDP) в США, в окрузі Нассау штату Нью-Йорк. Населення — 14 808 осіб (2020).

## Географія
Джерико розташоване за координатами 40°47′10″ пн. ш. 73°32′29″ зх. д. / 40.78611° пн. ш. 73.54139° зх. д. (40.786045, -73.541253).  За даними Бюро перепису населення США в 2010 році переписна місцевість мала площу 10,25 км², з яких 10,21 км² — суходіл та 0,04 км² — водойми.

## Демографія
Згідно з переписом 2010 року, у переписній місцевості мешкало 13 567 осіб у 4628 домогосподарствах у складі 3850 родин. Густота населення становила 1323 особи/км².  Було 4782 помешкання (466/км²).
Расовий склад населення:
| - 70,8 % — білих - 25,4 % — азіатів - 1,9 % — чорних або афроамериканців - 0,1 % — корінних американців |

До двох чи більше рас належало 1,2 %. Частка іспаномовних становила 3,0 % від усіх жителів.
За віковим діапазоном населення розподілялося таким чином: 24,7 % — особи молодші 18 років, 58,2 % — особи у віці 18—64 років, 17,1 % — особи у віці 65 років та старші. Медіана віку мешканця становила 45,1 року. На 100 осіб жіночої статі у переписній місцевості припадало 93,8 чоловіків;  на 100 жінок у віці від 18 років та старших — 90,0 чоловіків також старших 18 років.
Середній дохід на одне домашнє господарство  становив 183 522 долари США (медіана — 140 242), а середній дохід на одну сім'ю — 196 800 доларів (медіана — 151 729). Медіана доходів становила 103 821 долар для чоловіків та 78 667 доларів для жінок. За межею бідності перебувало 5,1 % осіб, у тому числі 4,3 % дітей у віці до 18 років та 3,6 % осіб у віці 65 років та старших.
Цивільне працевлаштоване населення становило 6592 особи. Основні галузі зайнятості: освіта, охорона здоров'я та соціальна допомога — 28,9 %, науковці, спеціалісти, менеджери — 19,6 %, фінанси, страхування та нерухомість — 10,8 %, роздрібна торгівля — 7,6 %.